# دومنيك كلوس
دومنيك كلوس (1821-1908) (بالإنجليزية: Dominique Clos)‏ هو عالم نبات فرنسي.